# کارن اوکانر
کارن اوکانر (انگلیسی: Karen O'Connor؛ زادهٔ february ۱۷, ۱۹۵۸ (۶۷ سال)) ورزشکار اهل ایالات متحده آمریکا است.
وی در مسابقات کشوری و بین‌المللی در مجموع برندهٔ ۲ مدال طلا، ۲ مدال نقره، ۲ مدال برنز شده‌است.